# Boulder (Montana)
Pour les articles homonymes, voir Boulder (homonymie).
La ville de Boulder est le siège du comté de Jefferson, dans l’État du Montana, aux États-Unis. Lors du recensement de 2000, sa population a été estimée à 1 300 habitants.